# 1718
Cette page concerne l'année 1718  du calendrier grégorien.
L'année 1718 est une année commune qui commence un samedi.

## Événements
- 3 février : mort du manicongo Pedro IV[1]. Le Congo demeure en paix grâce à des compromis tribaux.

- 9 février : les Français de Jean-Baptiste Le Moyne de Bienville arrivent en Louisiane. Ils fondent La Nouvelle-Orléans sur le Golfe du Mexique, baptisée en l'honneur du régent, le duc d'Orléans[2].
- 5 mai : fondation de la ville de San Antonio[3]. Gouvernement militaire espagnol au Texas.
- 9 mai : Ibrahim Pacha devient grand vizir de l'Empire ottoman[4] (mort le 1er octobre 1730). Début de l'Ère des tulipes.
- 16 juin : tentative d'assassinat du Vice-roi de Nouvelle-Espagne Baltasar de Zúñiga[5].

- 8 octobre : un corps expéditionnaire mandchou est repoussé par les Dzoungars au Tibet sur la rivière Kara-Usu[6].
- Octobre : Opokou Waré est intronisé asantehene de la confédération Ashanti à l’issue d’un an de guerre civile. La guerre contre les Akyems reprend[7] (fin de règne en 1745).

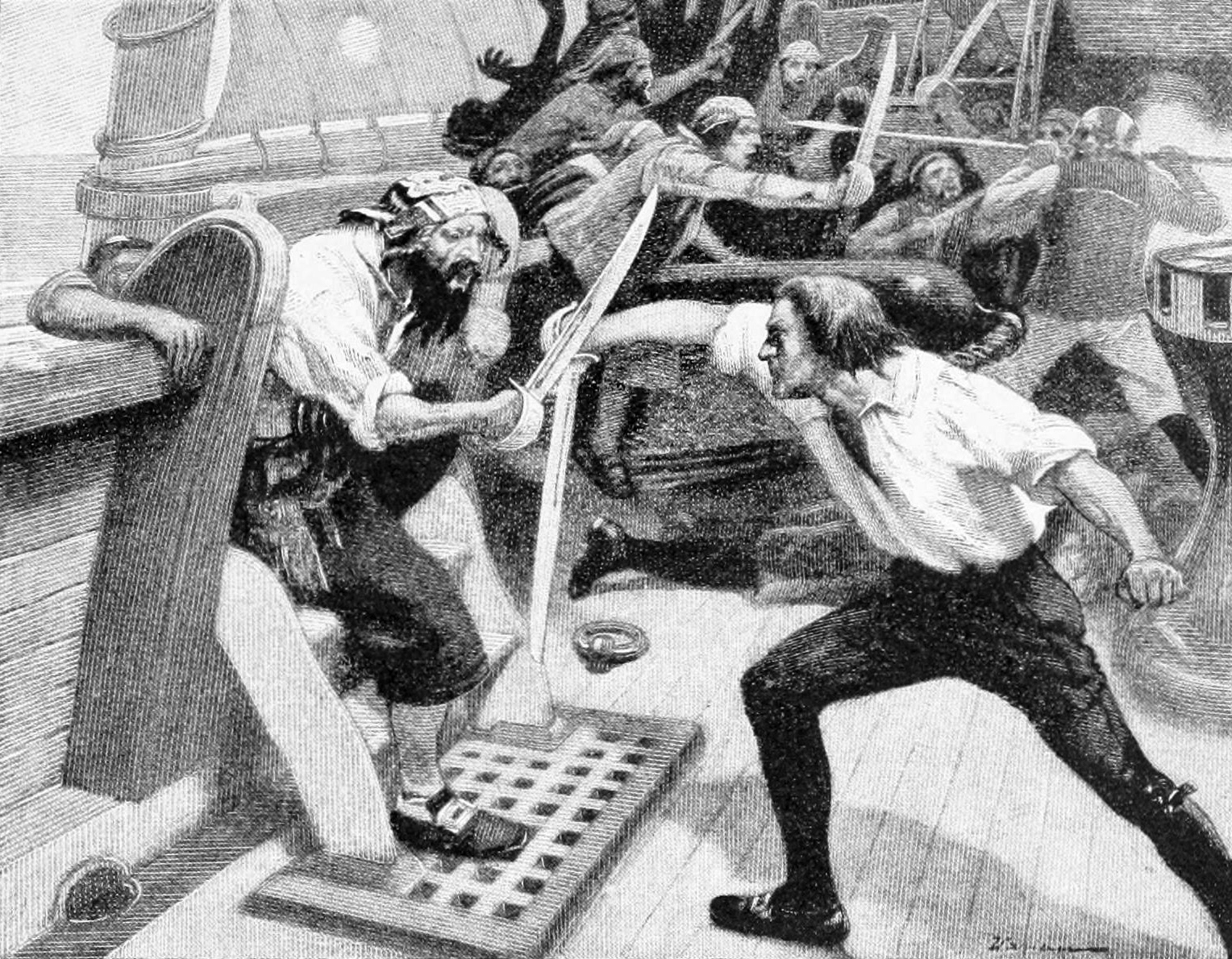
22 novembre : bataille de l'île d'Ocracoke. Barbe Noire aborde le vaisseau de Robert Maynard. Gravure de George Edmund Varian.

- 22 novembre[8] : bataille de l'île d'Ocracoke. Le pirate Edward Teach (Barbe Noire) est tué par la Marine Royale britannique[9].
- 10 décembre[8] : le pirate Stede Bonnet est pendu à Charleston[10].

- Début du règne de Abiyé, roi du Choa, Éthiopie (fin en 1743)[11].
- Mort du khan kazakh Tyawka qui, attaqué par les Mongols de Dzoungarie avait demandé leur aide aux Russes[12].
- Les Russes fondent le fort de Semipalatinsk contre les Kazakhs[13].

### Europe
- 23 avril, religion  : fondation à Rome, par le pape Clément XI de l'Académie pontificale de théologie (it)[14].
- 30 juin : la flotte espagnole se présente devant Palerme et prend la ville[15]. L’Espagne occupe la Sicile.
- 20 - 22 juillet : victoire navale vénitienne sur les Turcs à la deuxième bataille de Matapan dans le golfe de Laconie[16].

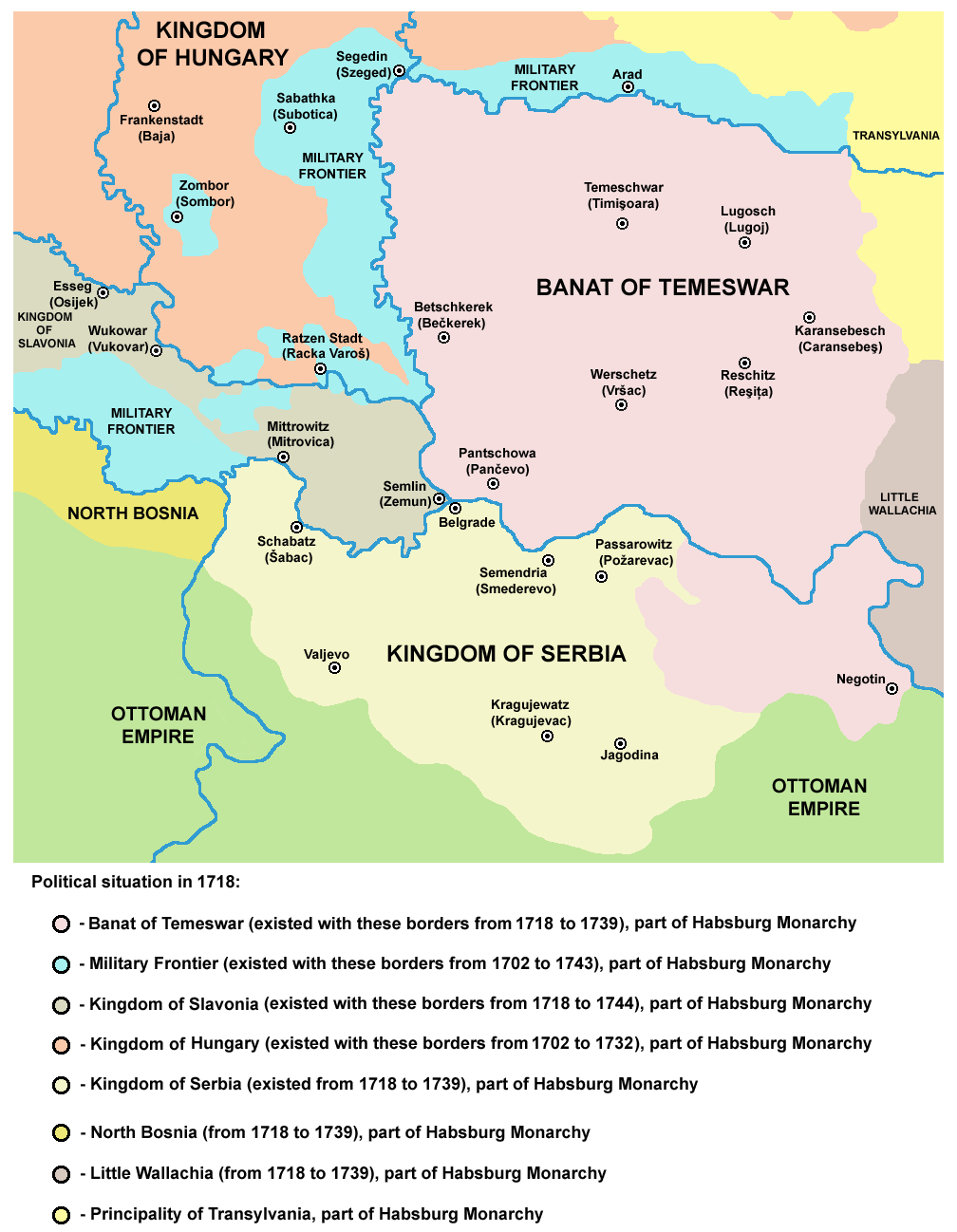
21 juillet : traité de Passarowitz.

- 21 juillet : traité de Passarowitz[4] (Požarevac) entre l’Autriche, Venise et la Turquie, qui cède un grand nombre de territoires dont la Petite-Valachie (Olténie), le Banat de Temesvar, une partie de la Serbie jusqu’à la Šumadija (1718-1739), le nord de la Bosnie et Belgrade aux Habsbourg. Venise acquiert la Dalmatie, l’Albanie et la Herzégovine et déclare sa neutralité envers ses voisins. Les Ottomans récupèrent la Morée. L’Autriche obtient sa plus grande extension territoriale. Les échanges entre l’Empire et les Ottomans se développent à la suite d’un traité commercial avantageux pour l’Autriche.

- 2 août : traité de Londres (dit aussi traité de Cockpit). Formation de la Quadruple-Alliance composée de la France, du Royaume-Uni, des Provinces-Unies (16 février 1719) et de l'empereur, pour le maintien du traité d'Utrecht contre l’Espagne. Le duc de Savoie doit échanger la Sicile à l’Autriche contre la Sardaigne[17].

- Août : campagne de Sicile de l'empereur contre les troupes de Philippe V d'Espagne, appuyée par la flotte britannique de l'amiral Bing (1718-1719)[17].
- 11 août : défaite de la flotte espagnole à la bataille du cap Passaro au large de la Sicile[17].
- 29 septembre : les troupes espagnoles s'emparent de Messine[18].
- 15 octobre : les Espagnols du marquis de Lede sont victorieux des Autrichiens de Wirich de Daun à la bataille de Milazzo[18].
- 28 octobre : Charles XII de Suède attaque le sud de la Norvège[19]. Une autre armée suédoise dirigée par Carl Gustaf Armfeldt se dirige vers Trondheim[20].

- 10 novembre : accession du duc de Savoie au traité de la quadruple alliance[17]. Victor-Amédée II accepte l'échange de la Sardaigne contre la Sicile.

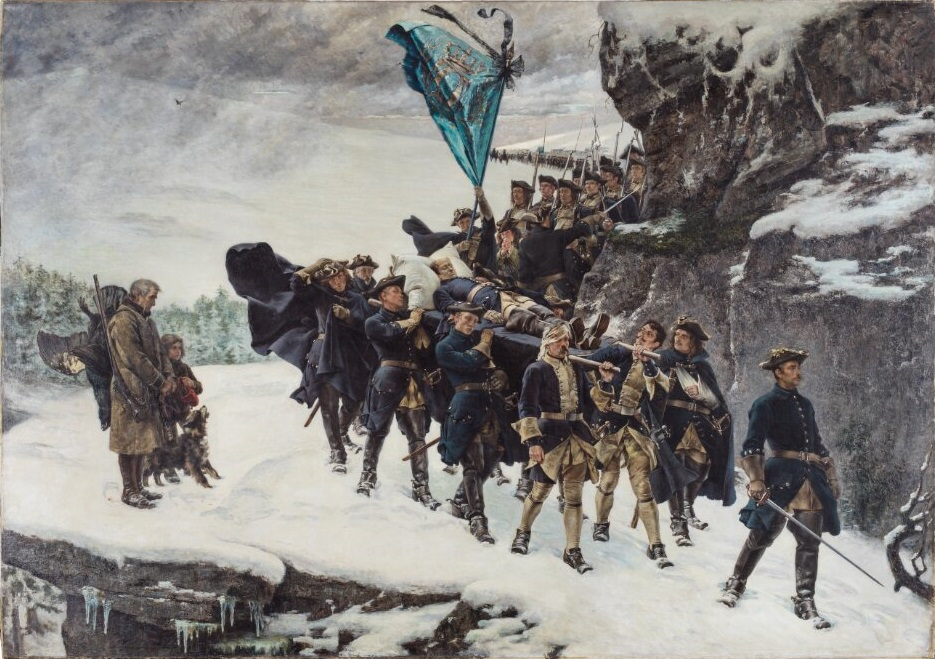
Funérailles de Charles XII de Suède, toile de Gustaf Cederström (1884)

- 11 décembre[21] (30 novembre du calendrier julien) : Charles XII, roi de Suède, est tué dans des circonstances douteuses au siège de Fredrikshald[19]. Il laisse derrière lui un royaume épuisé et livré au désordre. Après 107 ans, la Suède perd son statut de grande puissance et doit renoncer à sa position dominante en Baltique.

- 12 décembre : arrestation du premier ministre suédois, Georg Heinrich von Görtz, par le futur Frédéric Ier de Suède[21].
- 16 décembre (5 décembre du calendrier julien)[22] : à la nouvelle de la mort du roi Charles XII, sa sœur Ulrique Éléonore convoque le Conseil royal et s'approprie la couronne de Suède.
- 26 décembre (16 décembre du calendrier julien) : Ulrique Éléonore renonce à l'absolutime et ouvre ainsi la voie à l'ère de la liberté[23].

- 27 décembre (16 décembre du calendrier julien) : le Royaume-Uni déclare la guerre à l’Espagne[24]. Début de la Guerre de la Quadruple-Alliance

- Généralisation du système des intendants en Espagne[25].

#### Russie

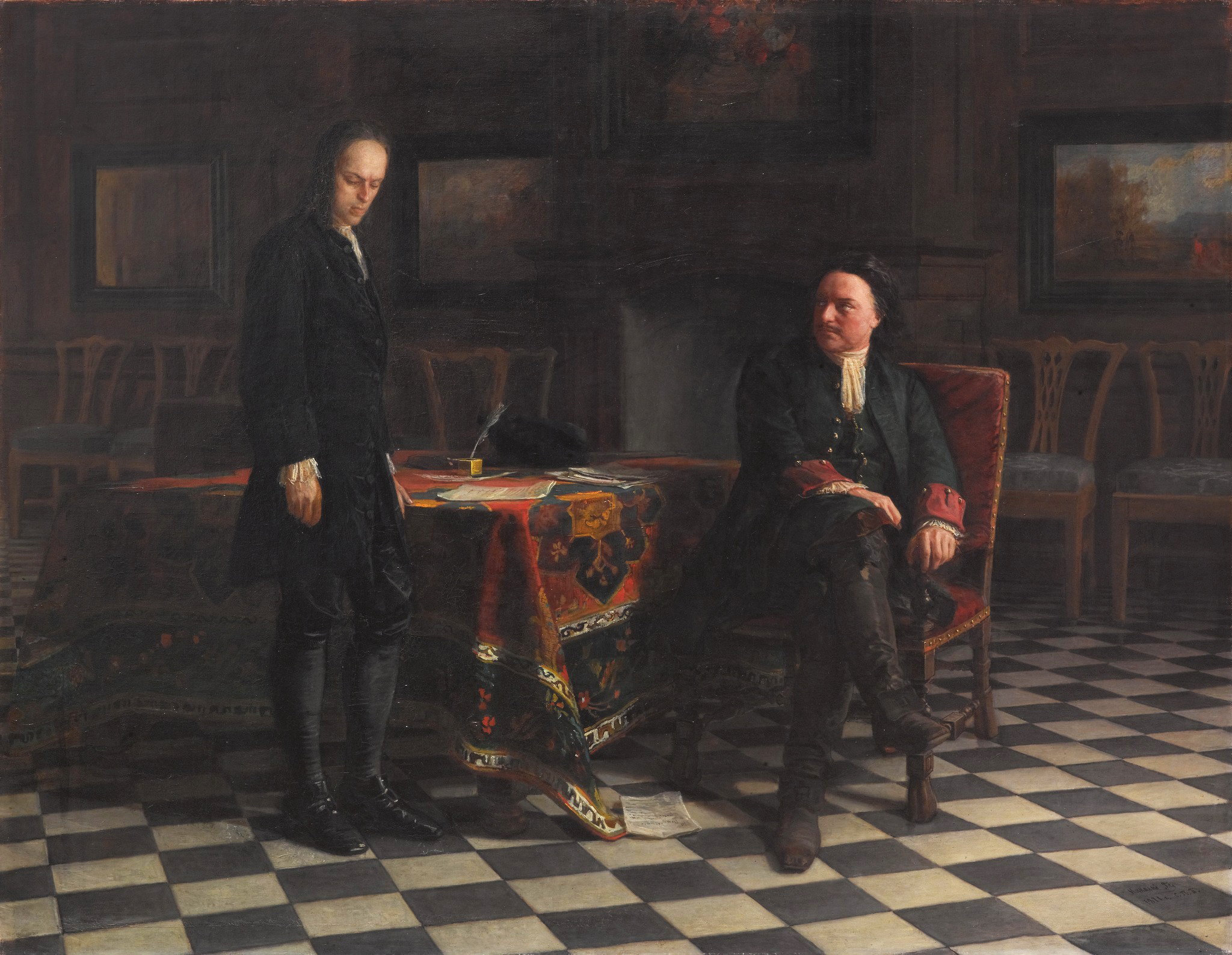
13 février : Pierre le Grand interrogeant le tsarévitch Alexis, Nikolaj Nikolajewitsch Ge, 1871

- 14 février (3 février du calendrier julien) : le tsarévitch Alexis (1690-1718), opposé à la politique de son père, est déchu de sa qualité d’héritier[26].
- Mars : l’ancienne tsarine Eudoxie, accusée d’adultère, est exilée dans un cloître sur les bords du lac Ladoga[27].
- Mai : début du congrès d’Åland (1718-1719), qui ne décide rien au sujet des territoires baltes[28].
- 7 juillet (26 juin du calendrier julien)[29] : Alexis Pétrovitch, héritier du trône de Russie, est assassiné en prison à l'instigation de son père, le tsar Pierre le Grand.
- 26 novembre : réforme fiscale en Russie ; l’impôt cadastral (par feu) est remplacé par la capitation, l’impôt portant sur les maisons ou les surfaces cultivés par un impôt sur les « âmes »[30].

- Réforme judiciaire : les voïévodes sont déchus de leurs pouvoirs judiciaires. Des cours de première et seconde instance sont établies dans toutes les provinces, et des cours d’appel dans les villes les plus importantes[31].

## Naissances en 1718
- 31 mars : Marie-Anne-Victoire d'Espagne, reine consort de Portugal et des Algarves († 15 janvier 1781)

- 16 mai : Maria Gaetana Agnesi, mathématicienne italienne († 9 janvier 1799).
- 25 mai : Jacques-François de Borda d'Oro, magistrat et géologue français († 4 janvier 1804).

- 5 juin : Thomas Chippendale, ébéniste britannique († 1779).
- 26 juin : Jacques Perrault, négociant canadien († 20 mars 1775).

- 13 juillet : John Canton, physicien britannique († 22 mars 1772).

- 16 août : Jakob Emanuel Handmann, peintre suisse († 3 novembre 1781).
- 28 août : Claude-Henri Watelet, artiste et homme de lettres français († 12 janvier 1786).

- 21 septembre : Johann Gottfried Fulde, musicien et pasteur évangélique du Saint-Empire romain germanique († 4 janvier 1796).
- 25 septembre : Nicola Conforto, compositeur italien († 17 mars 1793).

- 4 octobre : Vito d'Anna, peintre italien († 13 octobre 1769).
- 19 octobre : Victor-François de Broglie, duc de Broglie, Maréchal de France († 30 mars 1804).
- 28 octobre : Ignacije Szentmartony, géographe missionnaire jésuite croate († 15 avril 1793).

- 3 novembre : Pasquale Acquaviva d’Aragona, cardinal italien († 29 février 1788).

- Date précise inconnue :
  - Maria Maddalena Baldacci, peintre baroque italienne († 1782).
  - Philibert-Benoît de La Rue, dessinateur, graveur et de batailles français († 11 mars 1780).
  - Pietro Scalvini, peintre italien († 1792).

## Décès en 1718
- 8 février : Giuseppe Maria Mitelli, peintre et graveur italien (° 1634).
- 21 avril : Alexandre Ubelesqui, peintre français (° 1649).
- 25 avril : Jean La Placette, théologien protestant français (° 19 janvier 1718).
- 29 mai : Giuseppe Avanzi, peintre baroque italien (° 30 août 1645).
- 4 août : René Lepage, Seigneur de Nouvelle-France (° 10 avril 1656).
- 22 novembre : Edward Teach, pirate connu sous le nom de Barbe noire (1680)
- 30 novembre : Charles XII de Suède (° 17 juin 1682).
- 11 décembre : Jacob Bach, organiste et chef de chœur allemand (° 12 septembre 1655).
- Date précise inconnue :
  - Francesco del Tintore, peintre baroque italien (° 1645).
  - Wu Li, peintre et dessinateur chinois (° 1632).
  - Domenico Tempesti, graveur et peintre baroque italien de l'école florentine (° 1652).